# Polissoirs du musée Saint-Loup
Les polissoirs du musée Saint-Loup sont un ensemble de six polissoirs retrouvés dans plusieurs communes du département français de l'Aube qui ont été transférés dans les collections du musée Saint-Loup afin de les protéger. Tous ces polissoirs sont en grès.

## Polissoir du Bois des Tannières
Il était initialement situé sur le territoire de la commune de Marcilly-le-Hayer. Il fut donné au musée en 1867 par le Dr Guichard.
C'est l'un des plus gros polissoirs de la collection. Il mesure 2,75 m de longueur sur 1,50 m de largeur et 0,75 m de hauteur. Il comporte 11 rainures et 5 cuvettes de polissage. La profondeur des rainures varie de 2 cm à 4 cm et leur longueur, de 30 cm à 70 cm, mais le polissoir ayant été brisé certaines rainures devaient être plus longues.

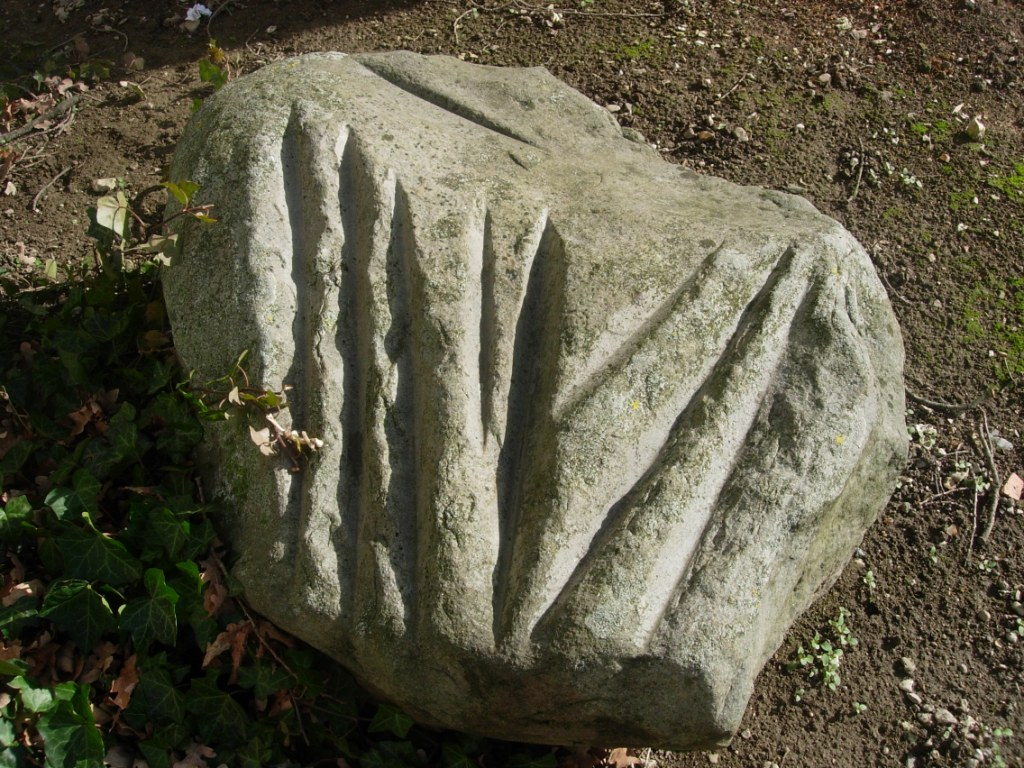
Polissoir du Champ Soyer

## Polissoir du Champ Soyer
Il était initialement situé sur le territoire de la commune de Marcilly-le-Hayer. Il fut donné au musée en 1867 par le Dr Guichard.
Il mesure 1,04 m de longueur sur 0,84 m de largeur et 0,38 m de hauteur. Il comporte 10 rainures et cuvettes de polissage. Les rainures sont de faible profondeur ( 0,5 cm à 2 cm) pour une longueur comprise entre 20 cm à 50 cm.

## Polissoir des Goupies
Il était initialement situé sur le territoire de la commune de Marcilly-le-Hayer. Il fut donné au musée en 1874 par Modeste Nicaise.
C'est un petit polissoir de 0,90 m de longueur sur 0,80 m de largeur et 0,30 m de hauteur. Certaines rainures étant cassées, on peut en déduire que le polissoir était de plus grande taille à l'origine. Sur cette petite surface, il comporte pourtant 15 rainures et 1 cuvette de polissage. Les rainures ont une profondeur ( 2,5 cm à 3,5 cm). La densité des rainures et leur entrecroisement indiquent qu'il fut utilisé de manière intensive.

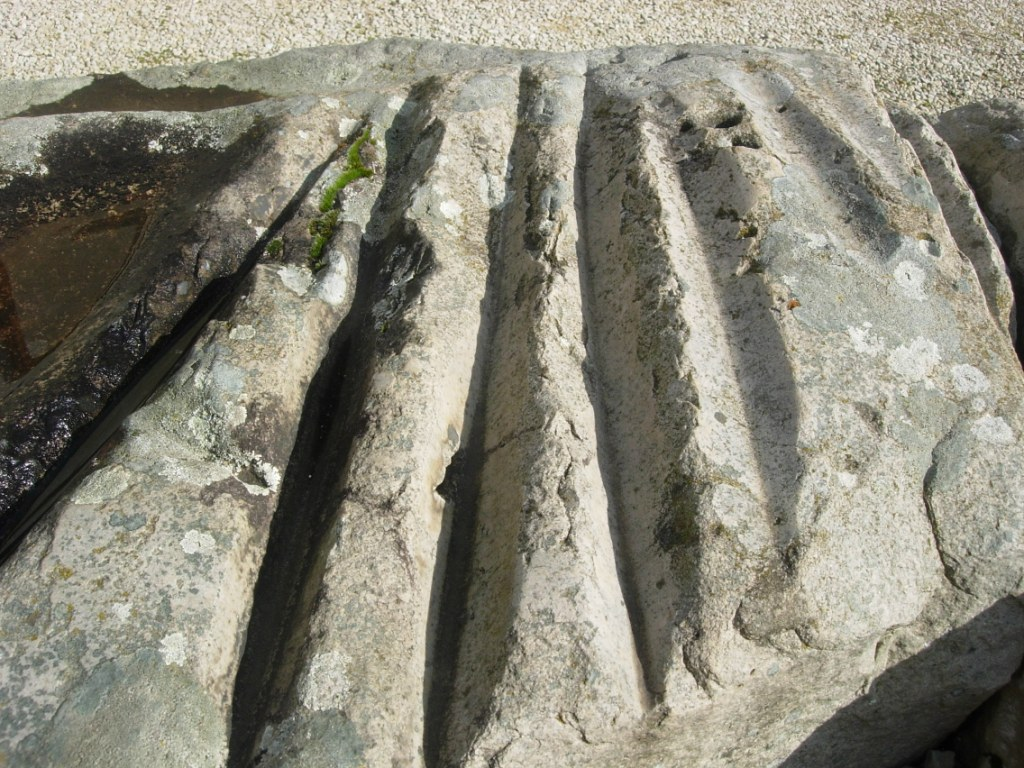
Rainures du polissoir du Bois des Tannières

## Polissoirs de la Chesnaye
Ils étaient initialement situés dans le bois de la Chesnaye sur le territoire de la commune de Pouy-sur-Vannes. Ils furent donnés au musée en 1954 par Mr Clergé.
Le plus grand mesure 1,40 m de longueur sur 0,75 m de largeur et 0,58 m de hauteur. Il fut utilisé sur ses deux faces, et comporte au total 13 rainures et 7 cuvettes de polissage. Les rainures ont une profondeur de 0,5 cm à 4 cm pour une longueur comprise entre 25 cm à 84 cm.
Le plus petit mesure 1,10 m de longueur sur 1,05 m de largeur et 0,55 m de hauteur. Il comporte 4 rainures et 2 cuvettes de polissage. Les rainures ont une profondeur de 1 cm à 2 cm pour une longueur comprise entre 20 cm à 50 cm.

## Polissoir d'Ossey-les-Trois-Maisons
Le polissoir a longtemps servi de pierre de seuil à l'entrée du cimetière d'Ossey-les-Trois-Maisons. Il fut donné au musée en 1880.
Il mesure 1,45 m de longueur pour 1,25 m de largeur et 0,40 m de hauteur. Il présente 12 rainures et 6 cuvettes de polissage. Les rainures ont une profondeur de 2 cm à 4 cm pour une longueur comprise entre 60 cm à 90 cm. L'une des cuvettes de polissage comporte un dessin qui fut gravé avec un objet métallique au plus tôt à l'âge du fer. Ce dessin représente 2 rectangles enchâssés barrés de 2 traits. Un motif similaire est représenté sur un faux dolmen à Suèvres (3 rectangles enchâssés barrés de 4 traits) et sur des rochers de la forêt de Fontainebleau.